# Fai quello che sei. Io canto
Fai quello che sei. Io canto è il primo (e tuttora unico) libro della cantante italiana Laura Pausini pubblicato il 21 novembre 2007 dalla casa editrice Arnoldo Mondadori Editore. Dalla sua uscita ad oggi il libro ha venduto oltre 100 000 copie.

## Il libro
Fai quello che sei. Io canto è un diario in cui la cantante romagnola ripercorre l'esaltante esperienza del concerto tenuto allo Stadio Giuseppe Meazza di San Siro a Milano il 2 giugno 2007.
Il libro contiene numerose foto del concerto di San Siro e la descrizione del periodo dell'artista che va dal 21 ottobre 2006 al 3 giugno 2007, in cui l'artista confessa emozioni e paure, ma fa anche i dovuti bilanci di una carriera grande e prestigiosa, che l'ha resa la prima donna al mondo ad esibirsi a San Siro.

## Edizioni
- Laura Pausini, Fai quello che sei. Io canto, collana ingrandimenti varia, Mondadori, 2007,  p. 144, ISBN 978-88-04-55985-6.